# Pena di morte in Cina
La Repubblica Popolare Cinese è uno dei paesi in cui è applicata la pena di morte come sanzione prevista dal codice penale, anche se da qualche anno si è aperto un dibattito sulla sua abolizione.

## Codice penale
Il codice penale cinese, emendato nel 2020, si occupa della pena di morte nella Sezione 5, in particolare:
Art.48. La pena di morte deve essere applicata solo agli elementi criminali che commettono i crimini più atroci. Nel caso di un elemento criminale che dovrebbe essere condannato a morte, se l'esecuzione immediata non è indispensabile, può essere annunciata contestualmente alla condanna a morte una sospensione dell'esecuzione di due anni.
Fatta eccezione per le sentenze rese dalla Corte Suprema del Popolo secondo la legge, tutte le condanne a morte devono essere sottoposte all'approvazione della Corte Suprema del Popolo. Le condanne a morte con sospensione dell'esecuzione possono essere decise o approvate da un'alta corte del popolo.
Art. 49. La pena di morte non si applica alle persone che non hanno compiuto il diciottesimo anno di età al momento in cui è commesso il delitto o alle donne in stato di gravidanza al momento del giudizio.
Art. 50. Se il condannato a morte con sospensione dell'esecuzione non commette intenzionalmente un delitto durante il periodo di sospensione, alla scadenza del termine di due anni gli sia data una commutazione della pena all'ergastolo; se dimostri un servizio meritorio, sia inflitta una riduzione della pena a non meno di 15 anni e a non più di 25 anni di reclusione determinata allo scadere del biennio; se ci sono prove verificate che ha commesso intenzionalmente un crimine, la pena di morte viene eseguita previa approvazione della Corte Suprema del Popolo.
Art. 51. Il termine per sospendere l'esecuzione di una sentenza di morte si computa a decorrere dalla data di passaggio in giudicato della sentenza. Il termine della pena commutata dalla pena di morte con sospensione dell'esecuzione alla reclusione a tempo determinato si computa a decorrere dalla data di scadenza della sospensione dell'esecuzione.
Il codice penale cinese è liberamente consultabile: codice penale.

## Procedure e tipi di sanzione
In Cina esistono due tipi di condanne a morte:
- immediata: prevede che dopo la condanna capitale si abbiano da 3 a 10 giorni per ottenere l'eventuale grazia, l'esecuzione avviene al massimo dopo una settimana dall'eventuale rigetto dell'istanza. In genere le esecuzioni avvengono alle ore 10. Si applica per le condanne ritenute "indispensabili" (art. 48 codice penale).
- con sospensione condizionale per due anni: prevede che l'esecuzione venga sospesa per due anni: se il condannato, in questo periodo di tempo, non commette altri crimini, la condanna è commutata in ergastolo o altra pena detentiva.

Riguardo alle modalità esecutive, ne esistono due: la fucilazione, che è la più applicata, e l'iniezione letale. 

## Reati punibili con pena capitale

### Danni alla persona
- Omicidio doloso. (Art. 232)
- Stupro di persona minore di 14 anni. (Art. 236).
- Traffico di esseri umani o di minori. (Art. 240)

### Pubblica sicurezza
- Dirottamento di aereo se il dirottamento provoca lesioni gravi, morte o grave distruzione dell'aereo. (Art.121).
- Sequestro di armi, munizioni, materiale esplosivo, agenti patogeni di malattie infettive, sostanze tossiche o radioattive o altre sostanze, qualora si sia messa in pericolo la pubblica sicurezza e le circostanze si rivelino particolarmente gravi, condanna a reclusione non inferiore a 10 anni, ergastolo o pena di morte. (Art. 127).

### Droga
- Produzione o commercio di farmaci contraffatti, qualora si causi la morte di una persona, condanna a reclusione non inferiore a dieci anni, ergastolo o pena di morte. (Art. 141).
- Contrabbando e traffico di oppio (più di 1 chilo), eroina e metilammina (più di 50 grammi) o altri stupefacenti in grandi quantità nella cornice del narcotraffico organizzato e armato. (Art. 347).

### Proprietà pubblica e privata
- Furto o rapina qualora si causassero gravi lesioni o morte di soggetti durante il furto. (Art. 263).
- Furto di un istituto creditizio o di importanti referti culturali qualora le circostanze del furto siano gravi. (Art. 264)

### Esercito
- Sabotaggio di equipaggiamento e installazioni militari, generalmente comportante la detenzione, nei casi particolarmente gravi pena di morte. (Art. 369).
- Diserzione in guerra se essa comporta gravi problemi alla compagnia. (Art. 421 e 424).
- Intenzionale malscrittura di un rapporto militare qualora esso comporti pesanti perdite in battaglia. (Art. 422).
- Lavorare per il nemico in tempo di guerra dopo essere stati catturati, detenzione, ergastolo o morte a seconda dell'entità della collaborazione (Art. 423).
- Traffico di materiale militare nazionale, a seconda delle conseguenze. (Art. 439)
- Crimini di guerra, qualora particolarmente efferati, inferti alla popolazione civile residente in area di operazione militare. (Art. 446).

### Spionaggio
- Spionaggio riguardante segreti militari. (Art. 431)

## Difficoltà nei dati
Secondo Amnesty International, sebbene in mancanza di dati oggettivi che, secondo la stessa Ong, il paese ha più volte rifiutato di diffondere, la Cina è il paese col maggior numero di esecuzioni capitali, seguita dall'Iran.
È stato di contro sostenuto che una piena conoscenza del fenomeno è impossibile, sia a causa del forte controllo governativo sull'informazione, sia a causa della struttura non centralizzata del sistema giudiziario nazionale, essendo le pene capitali irrogate autonomamente da tribunali la cui giurisdizione è paragonabile per estensione e abitanti ad una media regione italiana. La maggior parte delle informazioni derivano infatti da studi di organizzazioni non governative come Amnesty o Nessuno tocchi Caino e i dati sono assai differenti tra i rapporti pubblicati dalle varie organizzazioni.

### Applicazione della pena di morte
Dati Amnesty International:
- 1993: 3.760 condanne, di cui 1.831 eseguite
- 1994: 2.496 condanne, di cui 1.791 eseguite
- 1995: 3.612 condanne, di cui 2.535 eseguite
- 1996: 6.101 condanne, di cui 4.367 eseguite
- 1997: 3.152 condanne, di cui 1.876 eseguite
- 1998: 2.701 condanne, di cui 1.769 eseguite
- 1999: 2.088 condanne, di cui 1.236 eseguite
- 2000: 1.939 condanne, di cui 1.356 eseguite
- 2001: 4.015 condanne, di cui 2.468 eseguite
- 2002: 1.921 condanne, di cui 1.020 eseguite
- 2003: 1.639 condanne, di cui 726 eseguite
- 2004: 6.000 condanne, di cui 3.500 eseguite